# L'ingrediente segreto
L'ingrediente segreto (Secret Ingredient) è un film del 2018 diretto da Gjorce Stavreski.

## Trama
Vele è un meccanico che lotta assiduamente per comprare le medicine al padre che è malato di cancro. Quando trova casualmente della marijuana, la prende per fare una torta all'uomo, sperando di poterne alleviare i dolori. Ma i proprietari della sostanza sono sulle sue tracce.

## Distribuzione
È stato distribuito nelle sale cinematografiche italiane a partire dal 21 febbraio 2019.